# Inês Zuber
Inês Cristina Zuber (Évora, 18 de janeiro de 1980) é uma política portuguesa, ex-deputada ao Parlamento Europeu por Portugal, eleita pelas listas da Coligação Democrática Unitária, para as quais foi nomeada pelo Partido Comunista Português, que por sua vez integra o Grupo Confederal da Esquerda Unitária Europeia/Esquerda Nórdica Verde.

## Biografia
Doutorada em Sociologia Urbana e a Participação Política. Bolseira de Investigação da Faculdade de Ciências e Tecnologia da Universidade Nova de Lisboa, foi Assistente de Investigação no CIES-IUL. É membro da Direcção da Associação de Bolseiros de Investigação Científica (ABIC).

## Actividade Política
Enquanto militante da Juventude Comunista Portuguesa foi membro da Comissão Política e do Secretariado da Direcção Nacional.
Militante do Partido Comunista Português, foi membro do Comité Central deste partido, onde assumiu as responsabilidades de Vice-presidente da Comissão do Emprego e dos Assuntos Sociais e da Delegação para as Relações com os Países da América Central. É membro do Organismo de Direcção da Cidade de Lisboa do PCP.
Foi eleita na Assembleia de Freguesia da Freguesia de São Paulo na cidade de Lisboa.

### Deputada Europeia
Torna-se Deputada Europeia em 2012, em substituição de Ilda Figueiredo como parte do programa de renovação de quadros do Partido Comunista Português.
É eleita deputada ao Parlamento Europeu por Portugal nas Eleições parlamentares europeias de 2014 pelas listas da CDU, nas quais surge na segunda posição logo depois do cabeça de lista João Ferreira. 
Renunciou ao cargo de Deputada Europeia pela inexistência de licença de maternidade no Parlamento Europeu que permitisse uma substituição temporária, sendo substituída permanentemente no cargo por João Pimenta Lopes, também do PCP.
Foi Coordenadora do GUE/NGL na Comissão dos Direitos da Mulher e da Igualdade dos Gêneros e da Delegação à Assembleia Parlamentar Euro-Latino-Americana. 

#### Cargos no Parlamento Europeu
- Vice-presidente do Comité de Emprego e Assuntos Sociais entre 2012 e 2014;
- Vice-presidente da Delegação para as Relações com os países da América Central entre 2012 e 2014;
- Vice-presidente do Comité de Direitos das Mulheres e Igualdade de Gênero entre 2012 e 2014;